# Aïn Fezza
Aïn Fezza est une commune de la wilaya de Tlemcen en Algérie.

## Géographie

### Situation
Le territoire de la commune d'Aïn Fezza est situé au nord-est de la wilaya de Tlemcen, à environ 8 km à vol d'oiseau à l'est de Tlemcen, dans les monts de Tlemcen.
| Chetouane        | Amieur, Sidi Abdelli | Sidi Abdelli |
| Tlemcen          | Aïn Fezza            | Ouled Mimoun |
| Terny Beni Hdiel | Oued Lakhdar         | Oued Lakhdar |

### Localités de la commune
En 1984, la commune d'Aïn Fezza est constituée à partir des localités suivantes :
- Aïn Fezza
- Oucheba
- Oum EL Allou
- Tizi
- Tagma
- Aïn Ben Add